# سيسيل ترافيس
سيسيل ترافيس (بالإنجليزية: Cecil Travis)‏ هو لاعب كرة قاعدة أمريكي، ولد في 8 أغسطس 1913 في ريفرديل في الولايات المتحدة، وتوفي بنفس المكان في 16 ديسمبر 2006.

## وصلات خارجية
- سيسيل ترافيس على موقعبيزبول رفرنس.كوم (الدوري الرئيسي) (الإنجليزية)
- سيسيل ترافيس على موقع جمعية أبحاث البيسبول الأمريكية (الإنجليزية)